# Poker en 1987
Cet article résume les événements liés au monde du poker en 1987.

## Tournois majeurs

### World Series of Poker 1987
Johnny Chan remporte le Main Event.

### Super Bowl of Poker 1987
Jack Keller remporte le Main Event, devenant le second joueur, après Stu Ungar, à le remporter après avoir remporté un Main Event des WSOP.

## Poker Hall of Fame
Puggy Pearson est intronisé.